# Молозовенко Віталій Володимирович
Віта́лій Володи́мирович Молозо́венко (1995—2019) — старший солдат Збройних сил України, учасник російсько-української війни.

## Життєпис
Народився 1995 року в селі Тирлова Балка (Устинівський район, Кіровоградська область) у багатодітній родині. Закінчив 9 класів Димитровської ЗОШ. Здобув фах електрогазозварника у Кропивницькому училищі.
В часі війни — старший солдат, командир відділення безпілотних авіаційних комплексів розвідувального взводу 34-го батальйону. Мав «золоті руки», увесь час щось ремонтував, різні види техніки, міг поладнати сантехніку, викласти грубку.
13 червня 2019 року загинув перед опівніччю в селищі Піски (Ясинуватський район) від мінно-вибухової травми під час виконання бойового завдання.
17 червня 2019-го похований в селі Тирлова Балка.
Без Віталія лишились мама, шестеро братів та сестер, дружина й маленький син. 

## Нагороди та вшанування
- Указом Президента України № 19/2020 від 21 січня 2020 року за «особисту мужність і самовіддані дії, виявлені у захисті державного суверенітету та територіальної цілісності України» нагороджений орденом За мужність III ступеня (посмертно)[1]